# Hauriet
Hauriet är en kommun i departementet Landes i regionen Nouvelle-Aquitaine i sydvästra Frankrike. Kommunen ligger i kantonen Mugron som tillhör arrondissementet Dax. År 2022 hade Hauriet 273 invånare.

## Befolkningsutveckling
Antalet invånare i kommunen Hauriet
Referens:INSEE